# John Jeffers
John Joseph Jeffers (Liverpool, 5 ottobre 1968 – 20 gennaio 2021) è stato un calciatore inglese, di ruolo attaccante.

## Biografia
È deceduto il 20 gennaio 2021 dopo una lunga malattia.

## Caratteristiche tecniche
Era un'ala sinistra.

## Carriera
Dopo aver giocato nelle giovanili del Liverpool nel 1986 viene aggregato alla prima squadra dei Reds, dove rimane fino al dicembre del 1988 senza però mai scendere in campo in partite ufficiali: viene quindi ceduto in prestito al Port Vale, club di terza divisione, per sostituire l'infortunato Paul Atkinson: nel gennaio del 1989 viene richiamato dal prestito, salvo poi nel febbraio dello stesso anno essere ceduto allo stesso Port Vale a titolo definitivo per 30000 sterline (ricavate dall'allenatore John Rudge grazie alle 35000 sterline ricavate dalla cessione di Steve White al Preston N.E.). Nella sua prima stagione dà un importante contributo alla promozione dei Valiants in seconda divisione: gioca infatti 15 partite in campionato e 4 partite nei vittoriosi play-off. Nella stagione successiva, disputata in seconda divisione, si impone definitivamente come titolare: gioca infatti 40 partite in campionato, segnando una rete. Va poi a segno per 2 volte in 31 presenze nella stagione 1990-1991 e per 3 volte in 33 partite nella stagione 1991-1992, che si conclude con la retrocessione in terza divisione del Port Vale, che viene nuovamente promosso in seconda divisione al termine della stagione 1992-1993: in queste 2 stagioni in terza divisione Jeffers è spesso titolare (51 presenze e 3 reti), e nella stagione 1992-1993 vince anche un Football League Trophy. Nella stagione 1994-1995, giocata nuovamente in seconda divisione, totalizza invece 10 presenze ed una rete per poi nel gennaio del 1995 passare in prestito allo Shrewsbury Town, club di terza divisione, con cui gioca solamente 3 partite. Nell'estate del 1995 passa poi a titolo definitivo allo Stockport County, altro club di terza divisione, con cui in 2 stagioni totalizza 57 presenze e 6 reti in partite di campionato. Chiude poi la carriera nel 1998, all'età di 30 anni, dopo aver giocato per una stagione con i semiprofessionisti dell'Hednesford Town.
In carriera ha giocato complessivamente 114 partite e segnato 7 reti nella seconda divisione inglese, tutte con la maglia del Port Vale, club con cui in generale ha totalizzato 219 presenze e 11 reti in partite ufficiali, trascorrendo gran parte della sua carriera professionistica (7 stagioni su 11 totali).

## Palmarès

### Club

#### Competizioni nazionali
- Football League Trophy: 1

Port Vale: 1992-1993